# Fronteira Guiné–Guiné-Bissau
A fronteira entre a Guiné e a Guiné-Bissau é a linha de 386 km de extensão, sentido norte-sul, que separa o leste da Guiné-Bissau do território da Guiné. No norte se inicia na tríplice fronteira Guiné/Guiné-Bissau/Senegal, vai para o sudoeste, passa nas proximidades de Nova Lamego e Madina do Boé em Bissau e vai até o litoral do Oceano Atlântico. Separa a região de Gabu da Bissau da região de Boké da Guiné, planície Fouta Djalon.

## História
Ambas nações foram inicialmente exploradas por Portugal desde o século XVI. A Guiné passa a ser colônia francesa em 1890 e obtém a independência em 1958. A Guiné-Bissau é colônia portuguesa que se torna independente em 1974, junto com Cabo Verde. A fronteira foi criada após a transferência da Guiné de Portugal para a França em 1890.

## Fronteira marítima
A delimitação da fronteira marítima entre a Guiné e a Guiné-Bissau não foi objeto da convenção de troca de 12 de maio de 1886 entre a França e Portugal. Uma comissão conjunta dos dois países delimitou em 14 de fevereiro de 1985 a fronteira a partir da interseção do talvegue de Cajet e o meridiano a 15° 06' 30" de longitude oeste.